# Canal de jonction du Cher à la Loire
Le canal de jonction du Cher à la Loire est un ancien canal qui relie l'affluent Cher au fleuve Loire à l'est de Tours dans le département d'Indre-et-Loire en région Centre-Val de Loire (France).

## Histoire
Long de 2,4 km, le canal de jonction est construit entre 1824 et 1828 sous la Seconde Restauration, puis comblé à la fin des années 1960 pour faire place à une portion de l'autoroute A10.